# ラバット
ラバット（Labatt）は、カナダのビール醸造会社及びブランドである。
1847年にカナダ・オンタリオ州ロンドンで創立された。競合のモルソンと並び、カナダの二大全国ビールブランドのひとつである。
1995年にベルギーの世界最大のビール会社グループインベブ（InBev）に買収された。

## 沿革
- 1847年にカナダ・オンタリオ州ロンドンで、ジョン・ラバット（John Labatt）がビール工場を買収し創設。
- 大陸横断鉄道の完成（1850年代）により、カナダ全土へ販売開始。
- 1945年に株式上場を行う。
- 1951年、ピルスナー・ラガーの生産を開始。マニトバ州で「Blue」のニックネームが付けられ、その後主力商品となった。
- 1995年、ベルギーの世界最大のビール会社グループインベブ（InBev、当時はインターブリュー社）に買収された。

## 製品一覧
ラバットの主な製品は下記の通り。
- ラバット・ブルー（Labatt Blue）：主力のピルスナー・ラガー
- ラバット・ブルー・ライト（Labatt Blue Light）
- ラバット・ブルー・ドライ（Labatt Bleue Dry）：主にケベック州で販売（フランス語綴りになっている）
- ラバット・クリスタル（Labatt Crystal）
- ラバット・エクストラ・ドライ（Labatt Extra Dry）：カナダ初の「ドライ」商品
- ラバット50（Labatt 50）：エール
- ラバット・ジェニューイン（Labatt Genuine）：ラガー
- ラバット・アイス（Labatt Ice）：世界初のアイス・ビール
- ラバット・ライト（Labatt Lite）：カナダ初のライト・ビール
- ラバット・ノルディック（Labatt Nordic）：アルコール分0.5%
- ラバット・ワイルドキャット（Labatt Wildcat）：低価格商品
- ラバット・ワイルドキャット・ストロング（Labatt Wildcat Strong）
- ラバット・スターリング（Labatt Sterling）：低カロリー商品

- コカニー（Kokanee）：ブリティッシュ・コロンビア州地域商品
- コカニー・ゴールド（Kokanee Gold）：ブリティッシュ・コロンビア州地域商品
- クートニー・マウンテン・エール（Kootenay Mountain Ale）：ブリティッシュ・コロンビア州地域商品
- スクーナー（Schooner）：カナダ東部地域商品（ラガー）
- アレクサンダー・キース「インディア・ペール・エール」（Alexander Keith’s India Pale Ale）：ノバスコシア州地域商品（ペール・エール）

## スポーツへの協賛
- 1976年〜2000年まで、大リーグ野球（MLB）チーム「トロント・ブルージェイズ」のオーナーであった。2000年にロジャース・コミュニケーションズに売却。
- カナディアンフットボール（CFL）のハミルトン・タイガーキャッツとウィニペグ・ブルーボマーズのスポンサーであり、CFLの発展に大きく貢献している。
- 1990年〜1993年、1995年から1996年まで、F1のウィリアムズ・ルノーチームをスポンサーしていた。サイドポンツーン部分に社名ロゴとマークが入っていた。
- 1998年よりNHL（北米プロアイスホッケーリーグ）のスポンサーである。
- カナダで開催される2015 FIFA女子ワールドカップのスポンサーとなる[1]。